# Mateo Sastré
Mateo Sastré gobernador y capitán de las Provincias de Sonora y Sinaloa. Siendo teniente coronel de las fuerzas españolas, el 19 de agosto de 1771 el rey Carlos III le mandó a expedir despacho de gobernador de las provincias citadas, con cuyo carácter vino a México y se detuvo en la capital del virreinato a recibir instrucciones del virrey Bucareli. Arribó al mineral del Rosario el 20 de enero de 1772 asumiendo desde luego las funciones del gobierno; permaneció allí tres meses hasta que reconcilió a los vecinos que estaban divididos por rivalidades locales dejando restablecida la concordia; prosiguió al norte deteniéndose en Mazatlán, Culiacán, Álamos y Faroyeca, cambió a los jueces reales y arribó a San Miguel de Horcasitas el 10 de agosto. Tres días después sufrió un ataque de parálisis al salir de la iglesia parroquial y quedó completamente debilitado del lado derecho. 
Trajo escopetas y carabinas nuevas para los soldados de los presidios; comisionó al teniente Manuel de la Azuela para que acompañara al padre Gil de Bernabé a la fundación de la misión del Carrizal; se terminaron las obras del canal de El Pitic; habiendo ejecutado el repartimiento de tierras a los vecinos, recogió allí a individuos dispersos de la tribu seri y colocó una sección de soldados del presidio de Horcasitas para asegurar la estabilidad de los moradores; planteó al virrey la necesidad de establecer escuelas de primeras letras en los pueblos de su jurisdicción y giró una circular a las autoridades subalternas en este sentido. 
Entre los asuntos que le habían encomendado las autoridades superiores se contaba el estudio de la posibilidad de abrir comunicación directa por tierra entre Sonora y California sobre cuyo problema opinó favorablemente; solicitó misioneros para fundar ocho nuevas misiones y envió a México un amplio informe sobre el estado de las provincias a su cargo y las medidas que a su juicio podían ayudar a resolver los problemas pendientes. Ascendió a coronel, organizó la Compañía de Milicianos del Real de la Cieneguilla y en enero de 1773 era tal su estado de invalidez que apenas podía firmar. Era desordenado y licencioso, a cuya conducta se opusieron con dignidad los párrocos de Culiacán y Horcasitas para evitar comentarios desfavorables a su persona y desprestigio al gobierno, y el padre Gil de Bernabé, quién había sido alojado en su casa habitación, se retiró escandalizado por estos hechos. El capitán Lumbreras, comandante del presidio de Buenavista y antagonista de Mateo Sastré, informó confidencialmente al virrey sobre estas cosas; se pidieron informes y el fallecimiento de ambos sacerdotes en los mismos días puso fin a la queja respectiva. 
El gobernador Sastré también sostuvo una pugna con el Capital Lumbreras de la Nueva Vizcaya por la jurisdicción de las zonas conocidas por Tepehuana y Tubariza que el virrey Bucareli resolvió a favor del segundo. Terminó sus días en Horcasitas el 15 de marzo del mismo año de 1773 y su restos fueron sepultados en la iglesia parroquial.